# Matriculation

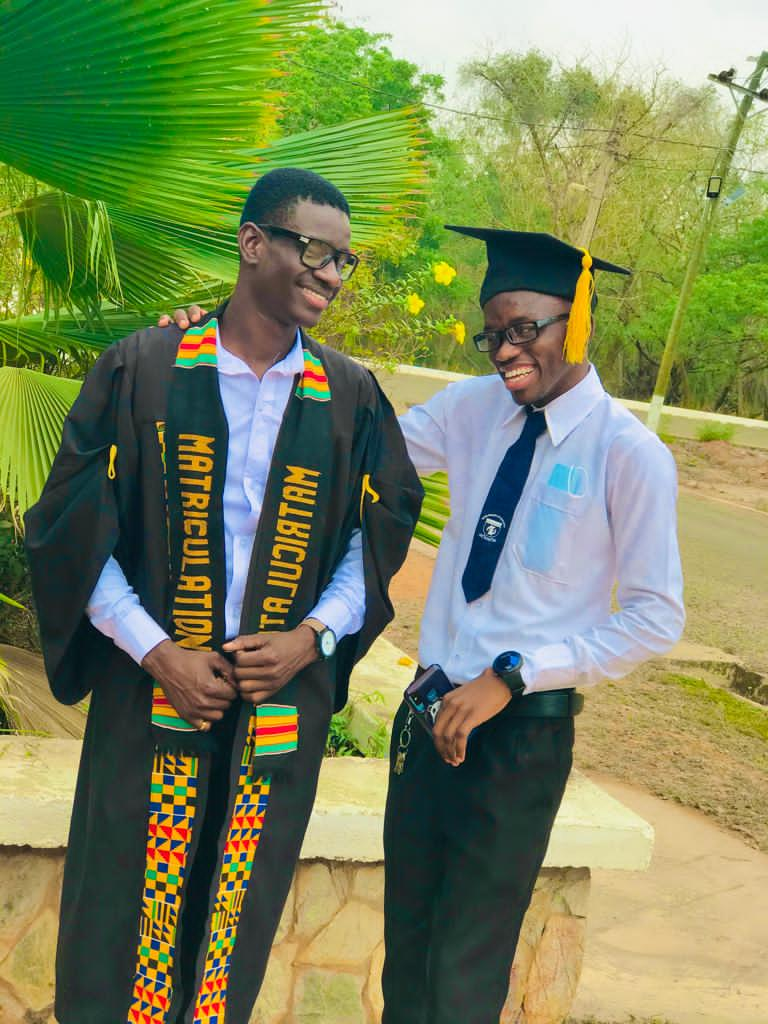
Matriculation (2022)

Matriculation, kurz Matric (von lat. matricula, „Stamm“; gemeint ist die Mitgliedsliste einer Universität), offiziell National Senior Certificate („Nationales Höherrangiges Zeugnis“), ist ein Schulabschluss in Südafrika (und bis Anfang der 1990er Jahre auch in Namibia). Er wird nach dem zwölften Schuljahr erteilt und ermöglicht bei entsprechender Qualifikationsstufe den Besuch einer Universität.

## Beschreibung
Schüler können in Südafrika nach einer siebenjährigen Zeit an der Primary School fünf Jahre eine High School besuchen (Grade 8 bis Grade 12). An ihrem Ende steht die Matric. Die Schüler des letzten Schuljahrgangs werden matrics genannt. Die Prüfung kann auch von „Teilzeitschülern“ abgelegt werden. Dies sind häufig Schüler, die ihre Schule wegen schlechter Leistungen vorzeitig verlassen mussten. Die Prüfungsergebnisse der Teilzeitschüler sind nicht Bestandteil der nationalen und der Schulstatistiken. Sie sind deutlich schlechter als die Ergebnisse der Vollzeitschüler.
Die Prüfung heißt offiziell Senior Certificate Examination und wird landesweit einheitlich vom Matriculation Board organisiert, das Teil des Higher Education Enrolment Services Programme ist. Die matric exams werden in der Muttersprache, einer weiteren Sprache, Mathematik, Mathematical Literacy, Life Orientation und weiteren Fächern nach landesweiten Vorgaben geschrieben.
Mit einer Leistung von 50 bis 59 Prozent erreicht man in dem Fach die Stufe normal pass, mit bis zu 79 Prozent einen pass with merit (etwa: „Gut bestanden“) und darüber die Stufe distinction („Auszeichnung“). In der Gesamtwertung gibt es die Stufen
- Higher Certificate (mindestens 40 Prozent in drei anerkannten Fächern, darunter eine der Amtssprachen auf Muttersprachniveau, mindestens 30 Prozent in drei weiteren Fächern)
- Moderate Achievement (mindestens 40 Prozent in vier anerkannten Fächern; ermöglicht ein Studium auf Diploma-Niveau)
- Adequate Achievement (mindestens 50 Prozent in vier anerkannten Fächern; ermöglicht ein Bachelor-Studium)[5]

Bei entsprechenden Leistungen erhält man ein matriculation endorsement (etwa: „Studienfähigkeitsbescheinigung“), das zum Bachelor-Studium benötigt wird. Bewerber, die ihren Abschluss nicht in Südafrika erworben haben oder andere Gründe vorweisen können, können eine matric exemption („Ausnahme von der Matric“) beantragen. Universitäten führen vor einem Studienbeginn National Benchmark Tests („Nationale Einstufungstests“) als Eingangstests durch, deren Aufgaben ebenfalls zum Higher Education Enrolment Services Programme erstellt werden.
Schüler, die bis zu zwei Fächer nicht bestanden haben, die wegen medizinischer oder privater Probleme benachteiligt waren oder die noch nicht den Grad erreicht haben, der für ein Studium erforderlich ist, können die Prüfung zu Beginn des Folgejahres wiederholen.
Zahlreiche Privatschulen lassen die Abschlussprüfung vom Independent Examination Board (IEB) durchführen. Die Prüflinge werden IEB matriculant genannt.

## Geschichte
135.943 Prüflinge legten Anfang 2015 Wiederholungsprüfungen ab.
2017 bestanden 75,1 % der Prüflinge die Matric. Die oppositionelle Democratic Alliance wies aber darauf hin, dass in Relation zur Schülerzahl 2015 in Grade 10 nur 37,3 % bestanden hätten, dass also viele Schüler die Schule vorzeitig verlassen mussten.
2019 erreichten 81,3 % der 787.717 Prüflinge die Matric. Unter den Prüflingen waren 616.754 „Vollzeitschüler“ und 170.963 „Teilzeitschüler“. 185.058 Prüflinge qualifizierten sich für ein Bachelor-Studium. Im selben Jahr bestanden über 98 Prozent der IEB matriculants die Prüfung, rund 90 Prozent der Prüflinge erreichten ein matriculation endorsement.